# A Divorce of Convenience
A Divorce of Convenience er en amerikansk stumfilm fra 1921 af Robert Ellis.

## Medvirkende
- Owen Moore som Jim Blake
- Katherine Perry som Helen Wakefield
- George Lessey som Sen. Wakefield
- Nita Naldi som Tula Moliana
- Frank Wunderlee som Blinkwell Jones
- Dan Duffy som Mr. Hart
- Charles Craig som Mr. Holmes